# オカトラノオ
オカトラノオ（丘虎の尾、学名：Lysimachia clethroides ）は、サクラソウ科オカトラノオ属の多年草。

## 特徴
高さは、50cmから100cm。葉は茎に互生し、葉柄があり、長楕円形で全縁。花期は6月から7月で、白色の小さな花を茎の先に総状につけ、下方から開花していく。花穂の先端が虎の尾のように垂れ下がる。

## 分布と生育環境
日本では北海道、本州、四国、九州に、アジアでは朝鮮半島、中国に分布し、山野の日当たりのよい草原に自生する。普通、群生する。

## 近縁種
- ギンレイカ（Lysimachia acroadenia ）
- クサレダマ（Lysimachia vulgaris var. davurica ）
- コナスビ（Lysimachia japonica ）
- ヌマトラノオ（Lysimachia fortunei ）
- ハマボッス（Lysimachia mauritiana ）